# جورج رايت (ضابط)
جورج رايت (بالإنجليزية: George Wright)‏ هو ضابط أمريكي، ولد في 22 أكتوبر 1803 في نورويتش في الولايات المتحدة، وتوفي في 30 يوليو 1865 في Brother Jonathan (steamer) ‏ في الولايات المتحدة.